# Philibert Commerson
Dr. Philibert Commerçon, també escrit Commerson, (1727 - Flacq, illa Maurici, 1773) va ser un naturalista francès, ben conegut per haver acompanyat Louis Antoine de Bougainville el seu viatge de circumnavegació dels anys 1766 - 69 per ordre del rei lluís XV per tal d'intentar el retorn de les illes Malvines a la corona espanyola.
Actualment 42 gèneres descrits per Commerson són vàlids i més d'un centenar d'espècies vegetals duen el seu nom.
Commerçon nasqué a Châtillon les Dombes, França. Estudià medicina i botànica a la Facultat de Medicina de Montpeller, i va practicar la medicina. A petició de Carl von Linné, Commerçon recollí i categoritzà peixos del Mediterrani per al museu d'Estocolm.
Commerçon va tornar a viure a Châtillon les Dombes el 1756 i allí es va ocupar de crear jardins botànics.
El 1766, Commerçon es va unir a Bougainville en el seu viatge de circumnavegació. Entre els animals que hi va observar figura l'espècie anomenada dofí de Commerson.
Va acompanyar a Commerçon al viatge de circumnavegació Jeanne Baret però va anar vestida d'home perquè les dones estaven estrictament prohibides en l'Armada francesa d'aquells temps. Tanmateix la realitat del seu sexe femení es va descobrir a Tahití.
Commerçon i Bougainville junts van ser els responsables d'estendre el mite del bon salvatge aplicat als tahitians.
Commerçon també estudià les plantes de l'illa Maurici i de Magadascar.